# Добличе
Добличе (словен. Dobliče) је насељено место у општини Чрномељ, регија Југоисточна Словенија, Словенија.

## Историја
До територијалне реорганизације у Словенији било је у саставу старе општине Чрномељ.

## Становништво
У попису становништва из 2011. године, Доблице је имало 186 становника.
| Број становника према пописима | Број становника према пописима | Број становника према пописима |
| ------------------------------ | ------------------------------ | ------------------------------ |
| 1991                           | 2002                           | 2011                           |
| 181                            | 179                            | 186                            |